# 지비에츠군

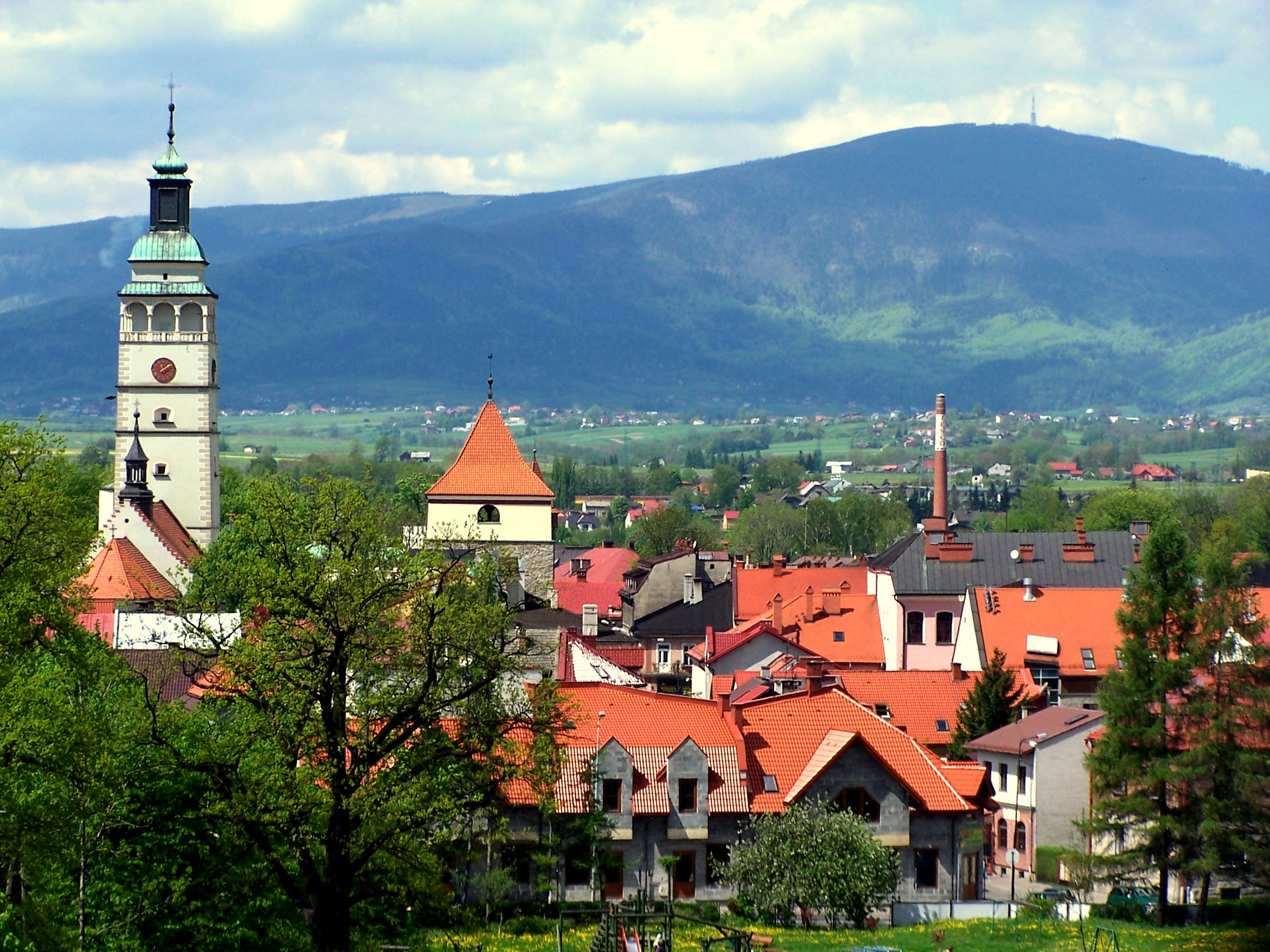
지비에츠군의 군청 소재지인 지비에츠

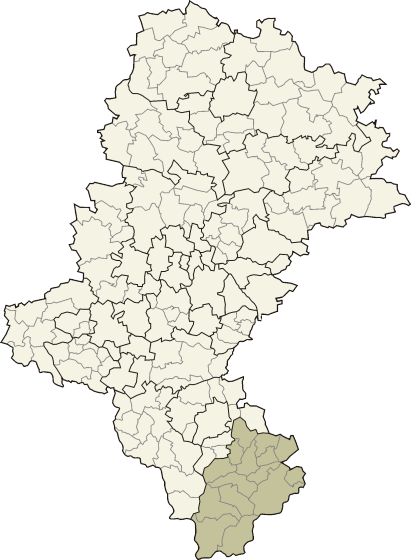
실롱스크주 지도에 표시된 지비에츠군의 위치

지비에츠군(폴란드어: powiat żywiecki)은 폴란드 실롱스크주에 위치한 군으로 군청 소재지는 지비에츠이며 면적은 1,039.96km2, 인구는 152,877명(2019년 6월 30일 기준), 인구 밀도는 150명/km2이다.
서쪽으로는 치에신군, 북쪽으로는 비엘스코비아와시, 비엘스코군, 북동쪽으로는 마워폴스카주 바도비체군, 동쪽으로는 마워폴스카주 수하군과 접하며 남쪽으로는 슬로바키아와 국경을 접한다. 15개 지방 자치체(1개 도시, 14개 농촌)를 관할한다.

군 문장